# Priyutni
Priyutni (del ruso: Приютный) es un jútor del raión de Kanevskaya del krai de Krasnodar del sur de Rusia. Está situado en la orilla derecha del limán  Sladki del Beisug, 23 km al noroeste de Kanevskaya y 130 km al norte de Krasnodar, la capital del krai. Tenía 171 habitantes en 2010.
Pertenece al municipio Novodereviánkovskoye.